# Ruili Airlines
Ruili Airlines (chinesisch 瑞丽航空) ist eine chinesische Billigfluggesellschaft mit Sitz in Kunming und Basis auf dem Flughafen Kunming-Changshui.

## Geschichte
Ruili Airlines nahm den Flugbetrieb am 18. Mai 2014 mit einem Flug zwischen dem Flughafen Kunming-Changshui und dem Flughafen Dehong-Mangshi mit zwei Boeing 737-700, welche ursprünglich Air Berlin gehörten, auf. Auf der Farnborough International Airshow 2016 gab Ruini Airlines bekannt, sechs Boeing Boeing 787-9 fest zu bestellen.

## Flugziele
Die Ruili Airlines fliegt Ziele innerhalb der Volksrepublik China an. In der Zukunft sind Billigflüge nach Südostasien vorgesehen.

## Flotte
Mit Stand Juli 2022 besteht die Flotte der Ruili Airlines aus 22 Flugzeugen mit einem Durchschnittsalter von 5,5 Jahren:
| Flugzeugtyp    | Anzahl | bestellt | Anmerkungen                             | Sitzplätze   | Alter      |
| -------------- | ------ | -------- | --------------------------------------- | ------------ | ---------- |
| Boeing 737-700 | 07     |          | mit Winglets ausgestattet               | 126 oder 144 | 10,2 Jahre |
| Boeing 737-800 | 15     |          | eine inaktiv; mit Winglets ausgestattet | 186          | 7,1 Jahre  |
| Gesamt         | 22     |          |                                         |              | 8,1 Jahre  |